# Oophaga vicentei
Oophaga vicentei  (лат.) — вид семейства древолазов.

## Описание
Этот вид описан в одном населённом пункте в провинции Кокле в Панаме на побережье Атлантического океана. Живёт на высоте 4—912 м над уровнем моря, но это требует дальнейшего изучения. Встречается на деревьях во влажных тропических низменных и горных лесах. Размножение происходит в древесной растительности, а головастики переносятся в лесные ручьи для дальнейшего развития.
Длина тела составляет от 12 до 24 мм, голова значительно уже тела. Кожа на спине и животе гладкая, на боках зернистая. Окраска варьируется от голубовато-зелёной, оливково-зелёной, желтовато-зелёной до жёлтой с коричневыми и чёрными сетчатыми или пятнистыми узорами. Брюшная часть светло-зелёная, ладони и лодыжки тёмно-коричневые. У некоторых особей наблюдались синие и красные пятна на теле и конечностях, у других отсутствовал сетчатый или пятнистый рисунок. Головастики имеют более тёмную пигментацию, которая исчезает по мере их развития. Половой диморфизм проявляется в наличии у самцов горловых мешков, которые имеют коричневую окраску.